# 1977年朝鮮民主主義人民共和國最高人民會議選舉
朝鮮民主主義人民共和國第六屆最高人民會議選舉在1977年11月11日舉行，以直選的方式決出579個最高人民會議的席位誰屬。與過去相同，本屆選舉的所有選區均只有一名參選人，而且他們全由執政黨朝鮮勞動黨在事前挑選。故此，朝鮮勞動黨足以控制整個的最高人民會議。據報導，這屆選舉的投票率、參選人當選率和各黨所得票數也從缺，僅知朝鮮勞動黨為最大黨。此外，在近幾屆選舉中失利的朝鮮民主黨在這次選舉中重新成為第二大黨。